# Эрикссон, Харальд
Харальд Эрикссон (швед. Harald Eriksson; 22 сентября 1921 года, Люкселе — 20 мая 2015 года) — шведский лыжник, призёр Олимпийских игр 1948 года.

## Карьера
На Олимпийских играх 1948 года в Санкт-Морице, завоевал серебряную медаль в гонке на 50 км, в которой он проиграл победителя, своему партнёру по команде Нильсу Карлссону 4,5 минуты, и более 5 минут выиграл у ставшего третьим, финна Беньямина Ваннинена. В остальных гонках олимпийского турнира участия не принимал.
В 1948 году победил в гонке на 50 км на Хольменколленском лыжном фестивале.